# Waleran, vojvoda Donje Lorene
Waleran II. Poganin (? – 6. kolovoza 1139.) bio je vojvoda Limburga i grof Arlona, a Lotar III. Saksonac mu je dao Donju Lorenu 1128. Bio je sin Henrika i Adelajde od Botensteina. Prema jednoj teoriji, Waleran je bio sin prve žene svoga oca, čije je ime nepoznato.
Waleran je oženio Jutu od Wassenberga, koja je bila kći Gerarda I. od Wassenberga. Juta je mužu rodila Henrika II. od Limburga. Rodila mu je i Gerarda, Beatricu, Walerana (grof Arlona) i kćer nepoznata imena.